# Otakar Cmunt
Otakar Cmunt (15. ledna 1870, Rakovice u Čimelic čp. 1 – 20. června? 1953, Praha) byl ředitel městské spořitelny Pražské, organizátor českého spořitelnictví, redaktor časopisu Spořitelní obzor, předseda Jednoty českých spořitelen a autor právnické literatury.

## Předkové a rodina
Otec Josef Cmunt (*1839) pracoval jako schwarzenberský revírník na Orlíku, matka byla dcerou schwarzenberského nadlesního, rozená Wodinaggová. Předkové Cmuntů byli po staletí mlynáři u Sepekova, Vlksic a okolí na mlýnech říčky Smutná. Dodnes zde stojí mlýn „Cmuntov“.
Otakar měl sestru Adélu a bratry Františka (správce schwarzenberského průmyslu), Emila (lesník u Horažďovic), Edvarda (lékař) a Jindřicha (elektroinženýr, který vedl stavbu vodní elektrárny na Štvanici). Všichni sourozenci se narodili v myslivně Annahof – Annenský dvůr u Kozárovic. Nejznámější byl prof. Eduard Cmunt, který byl zakladatel československé balneologie. Postavil lázeňský dům Cmunt v Piešťanech. Jeho syn Eduard, vnuk Eduard i pravnučka se stali též lékaři.

## Život
Otakar Cmunt vyrůstal na Orlíku u svého dědy Woddinagga a od 7 let navštěvoval knížecí obecnou školu. Následně studoval na reálném gymnáziu v Písku v letech 1882–1889. Měl výborný prospěch a proto dostal doporučení od rodiny Schwarzenbergů, aby šel studovat do Prahy. Tam nastoupil jako zaměstnanec Městské spořitelny Pražské a pracoval na přípravě stavby nové budovy spořitelny v Rytířské ulici, aby si vydělal na živobytí. Současně se zapsal ke studiu na Právnické fakultě Univerzity Karlovy.
Když byla nová budova Městské spořitelny Pražské dokončena v roce 1894, pracoval zde jako praktikant. V roce 1903 dokončil studia na Právnické fakultě a dosáhl titulu JUDr. Již krátce po ukončení studia zastupoval ve Spořitelně tajemníka. Pokračoval celoživotně v práci u Spořitelny jako úředník a byl postupně povyšován. 28. dubna 1922 získal místo ředitele a nakonec byl povýšen na místo vrchního ředitele.
Přednáška o Týdnu spořivosti ze dne 25. 10. 1932 od předsedy Spolku spořitelen JUDr. Otakara Cmunta
V roce 1907 postavil pro své rodiče dům s hospodářským stavením čp. 113 v Čimelicích. Oženil se s Marií Křesinovou z Velkého Víru. Roku 1902 se jim narodil syn Otakar, který také vystudoval Právnickou fakultu Univerzity Karlovy a pracoval jako soudce. Dále měl dvě dcery, Marie se narodila roku 1905 a Květuše roku 1910. V roce 1916 postavil rodinný dům pro svoji rodinu v Praze na Smíchově pod parkem Santoška. V přilehlé zahradě se ve volném čase intenzivně věnoval zahradnictví.
V roce 1925 odešel po sporech s ministerským předsedou Karlem Kramářem do důchodu a odstěhoval se trvale do svého domu v Čimelicích. Zde hospodařil až do znárodnění roku 1948, kdy přišel o pole a pozemky. Poté byli do domu v Čimelicích násilně nastěhování nájemníci, takže jeho rodina musela o prázdninách využívat přilehlé budovy původně sloužící jako stodola a chlév.
Krátce po smrti Klementa Gottwalda na jaře 1953 vyšla v novinách informace, že v budově Městské spořitelny Pražské vznikne muzeum bývalého prezidenta a Spořitelna bude zrušena. To s velkou pravděpodobností zapříčinilo Otakaru Cmuntovi mozkovou mrtvicí a po převozu do Vinohradské nemocnice v červnu přes veškerou péči umírá.

Ve stáří sepsal Otakar Cmunt několik vzpomínek na život v dětství na Orlíku.

Vzpomínky na dětství Otakara Cmunta
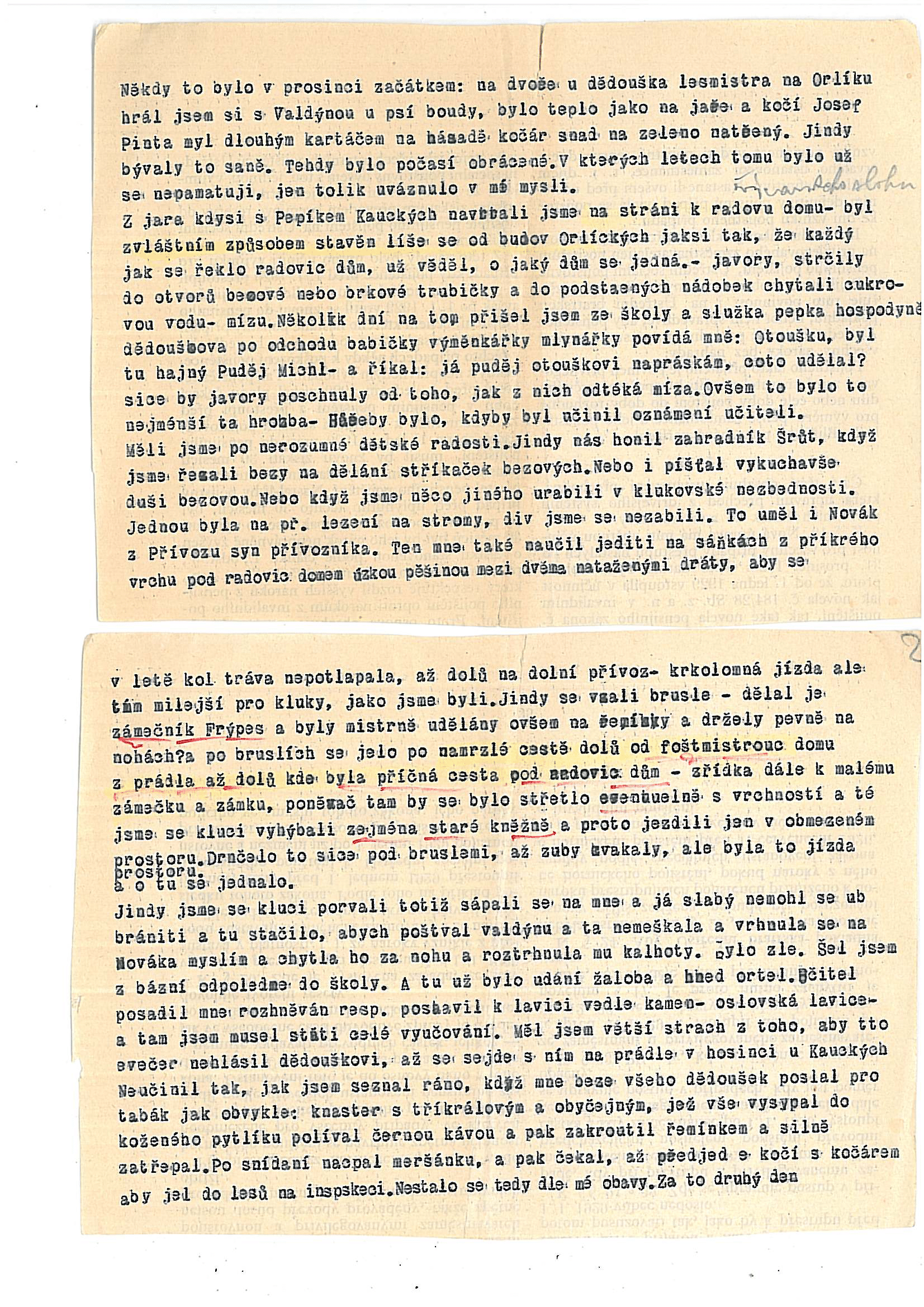
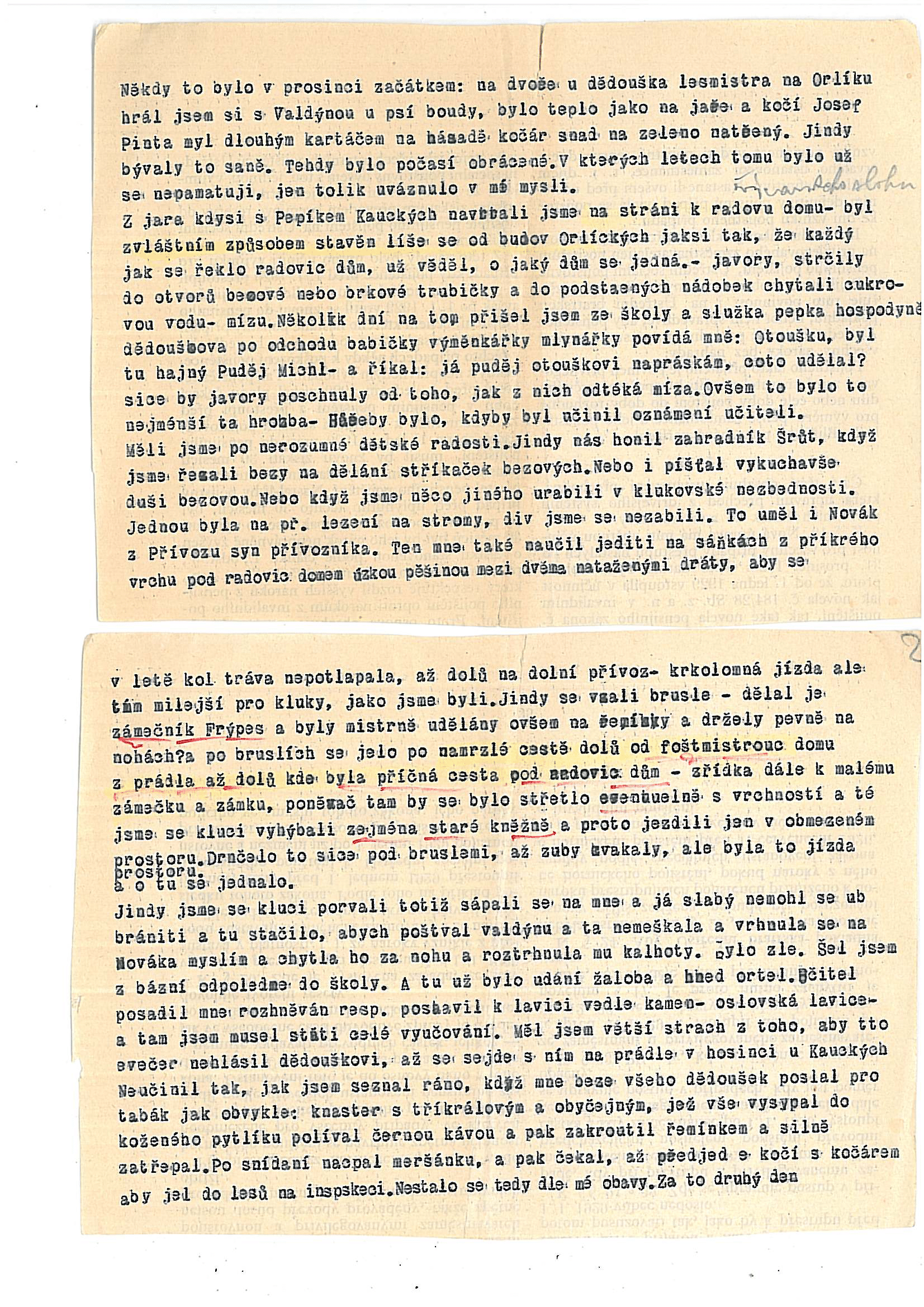
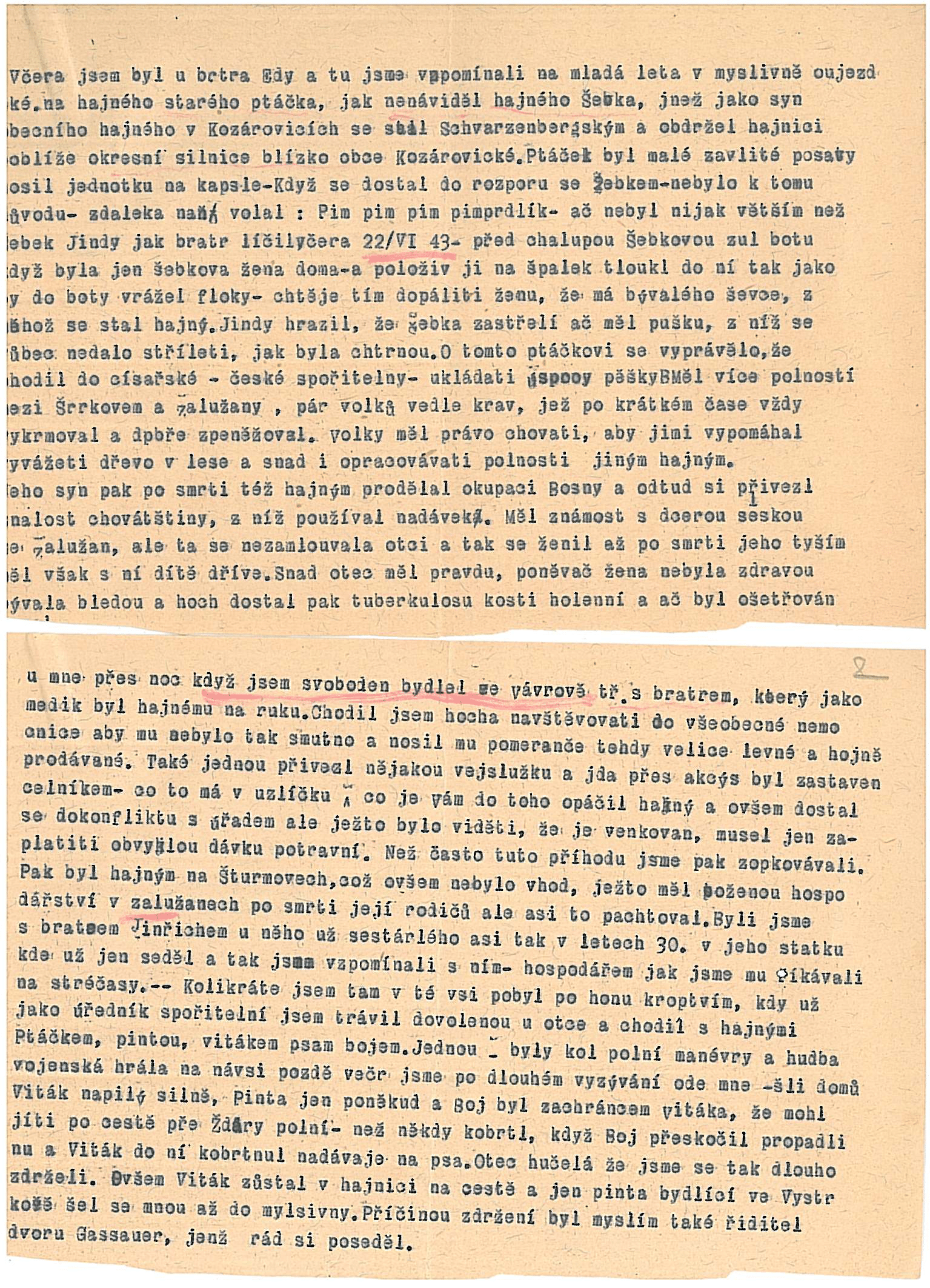
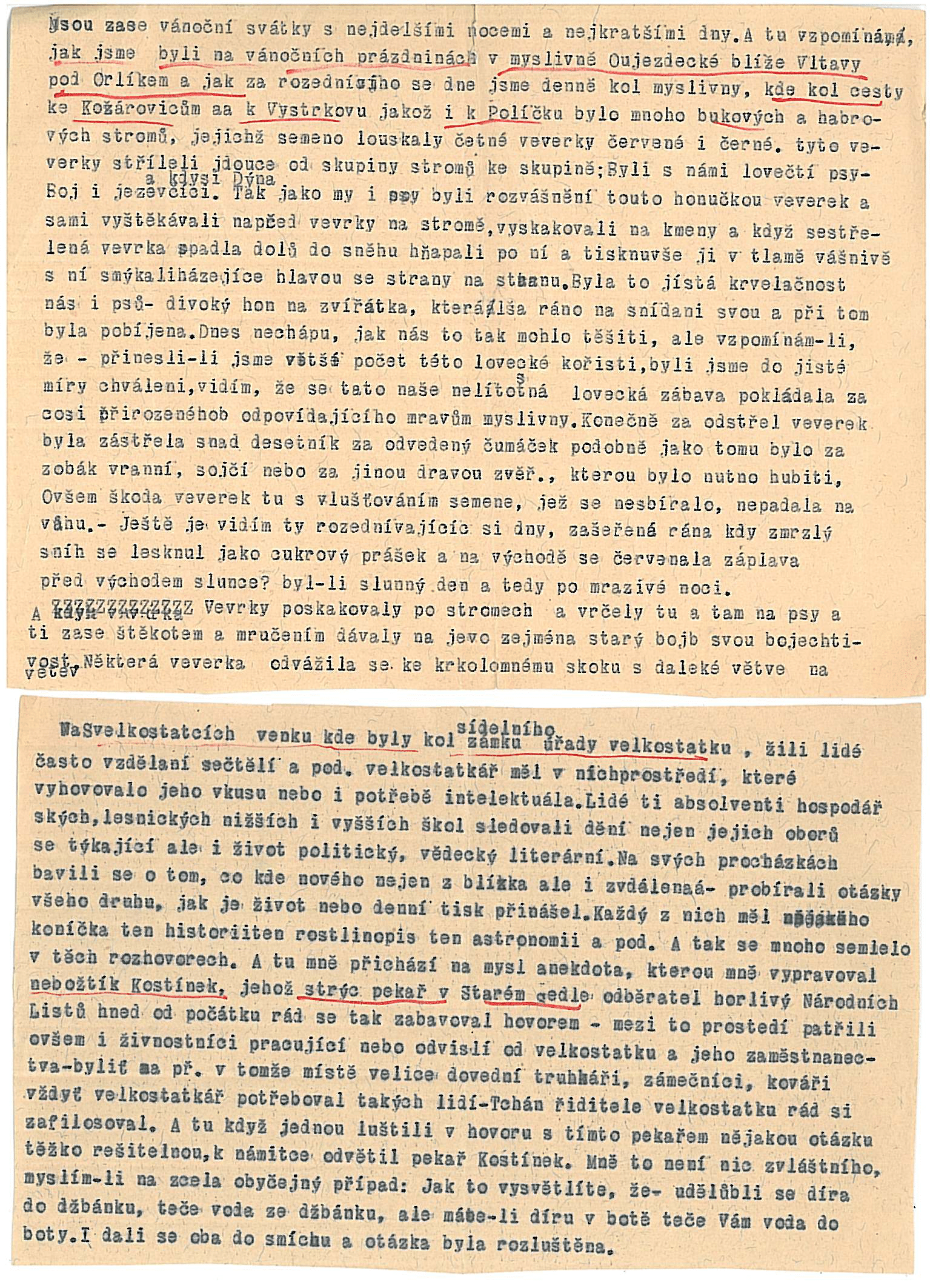
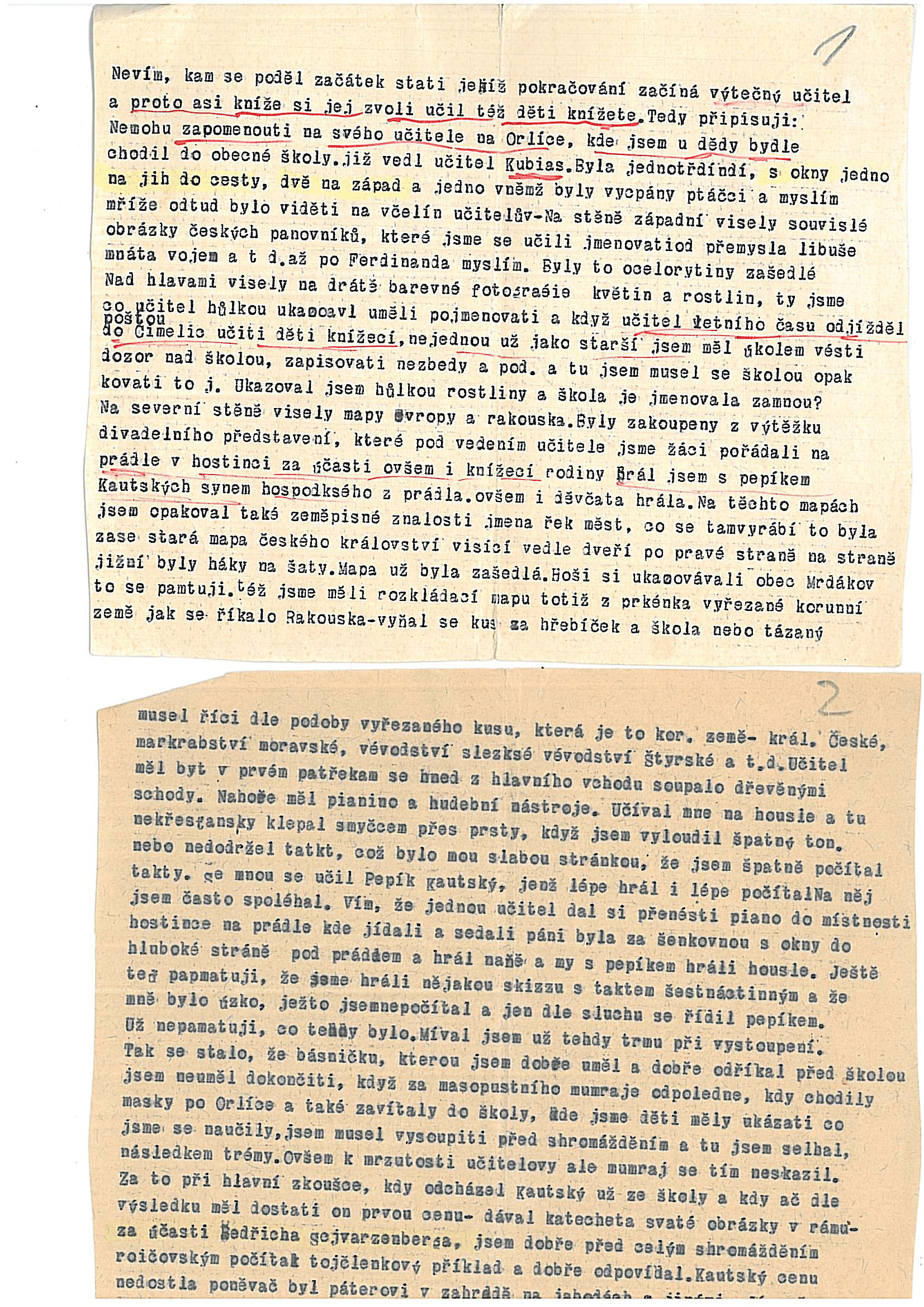
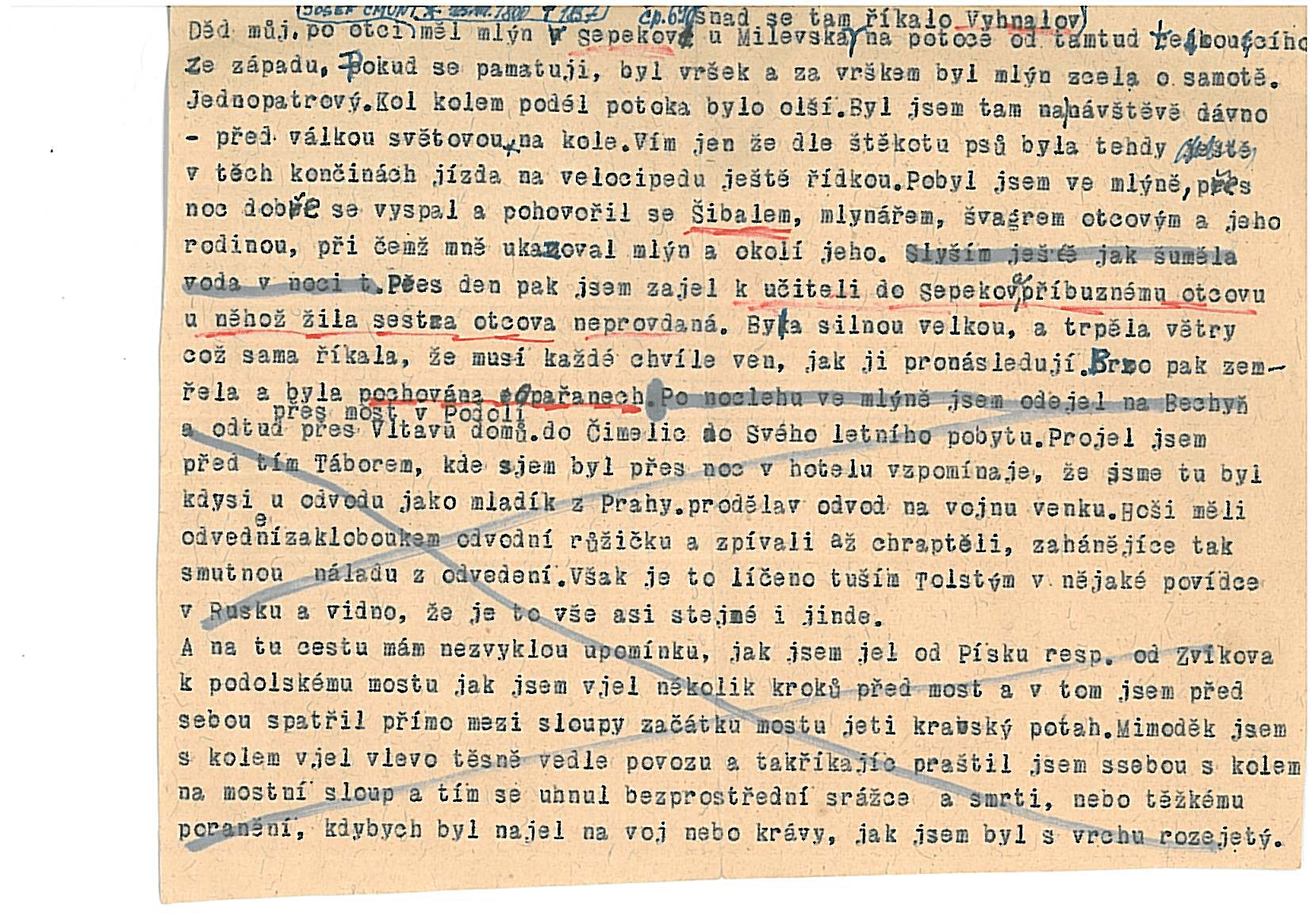
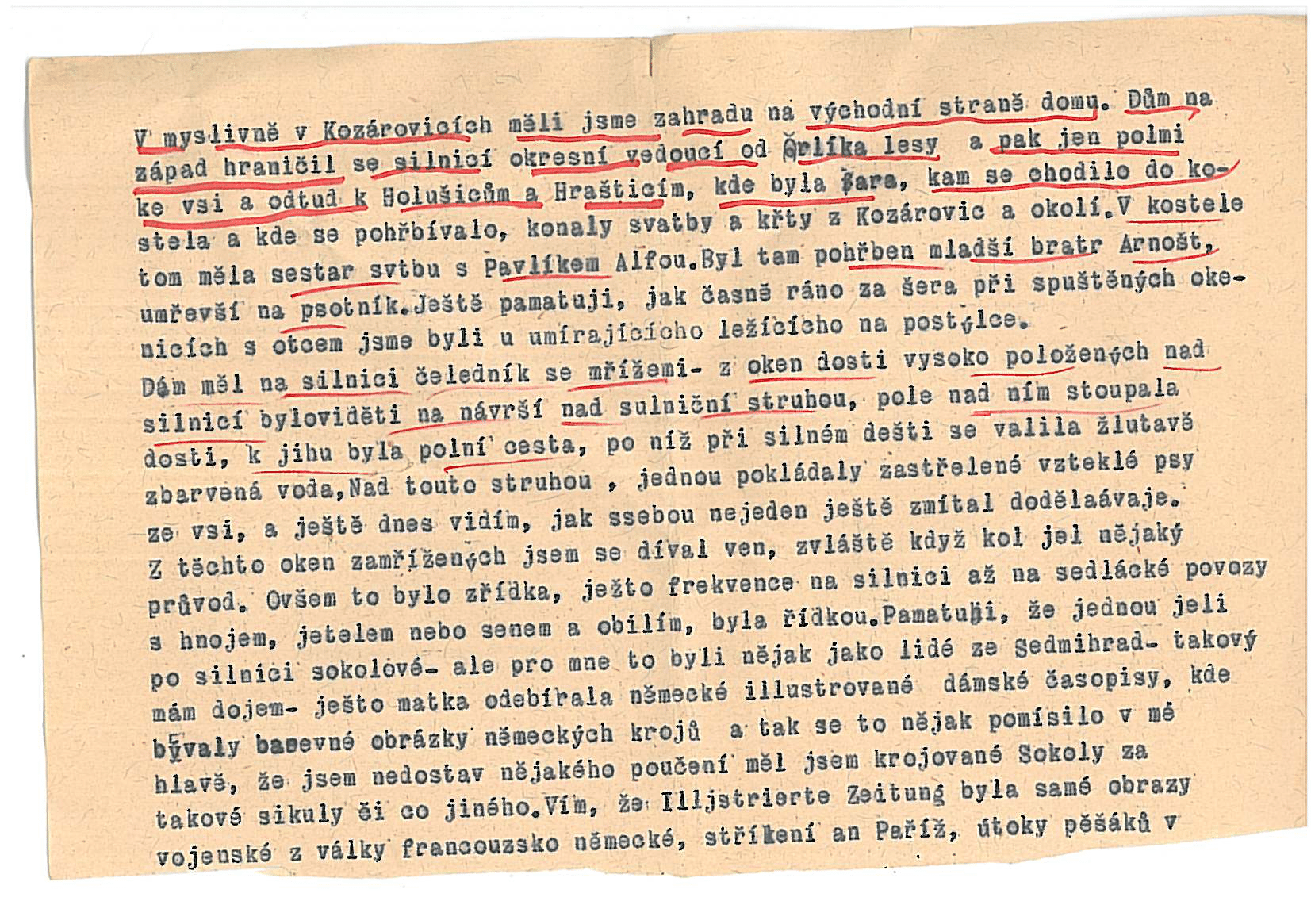

## Aktivity
Organizátor českého spořitelnictví, redaktor časopisu Spořitelní obzor, předseda Jednoty českých spořitelen a autor právnické literatury. Také autor veršů publikovaných zejména v časopisu Staroměstské káně, drobných povídek i vzpomínek, překladů z ruštiny a národohospodářských článků. Ve volném čase byl náruživý zahrádkář a včelař – v Čimelicích měl od roku 1915 na zahradě včelín s 20 včelstvy. V penzi se dalších dvacet let věnoval zemědělství.
V roce 1920 předával v Nizozemsku městu Naarden bustu J. A. Komenského zhotovenou pražským sochařem Josefem Strachovským a dovezenou vlastenci z Čech. Je umístěna v křížení parkových cest u kostela, kde je pohřben. Silueta města Naarden byla vyobrazena na české bankovce v hodnotě 200 Kč s motivem J. A. Komenského.

Busta J. A. Komenského zhotovená pražským sochařem Josefem Strachovským umístěna v Naardenu.
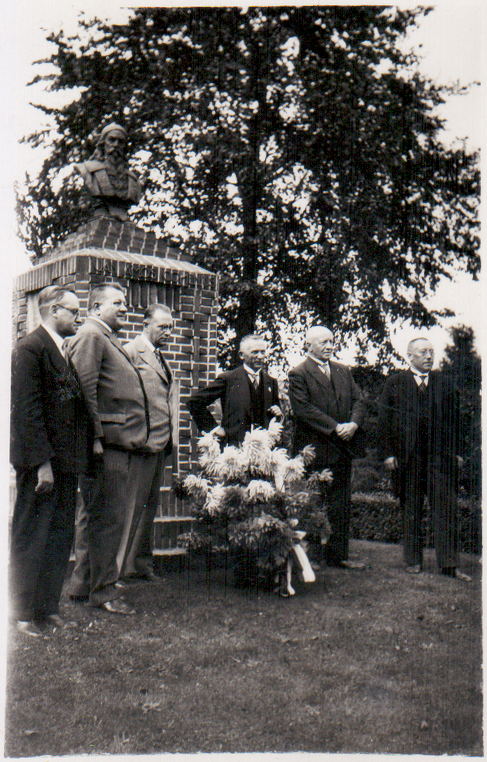
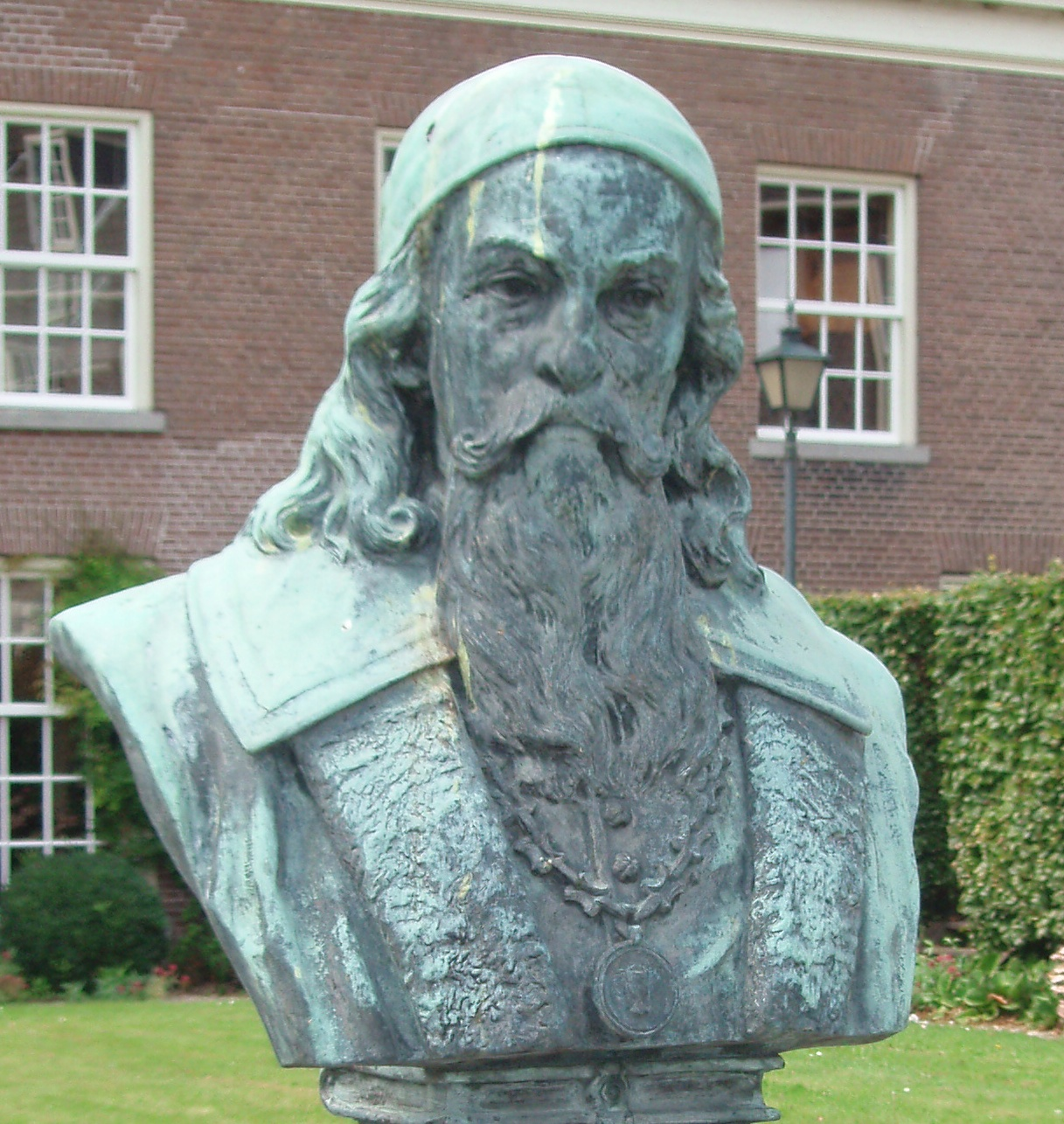

V roce 1929 byl v čele čs. delegace na mezinárodním spořitelním kongresu v Londýně, který zaštiťoval Princ Waleský.

## Galerie fotografií Otakara Cmunta

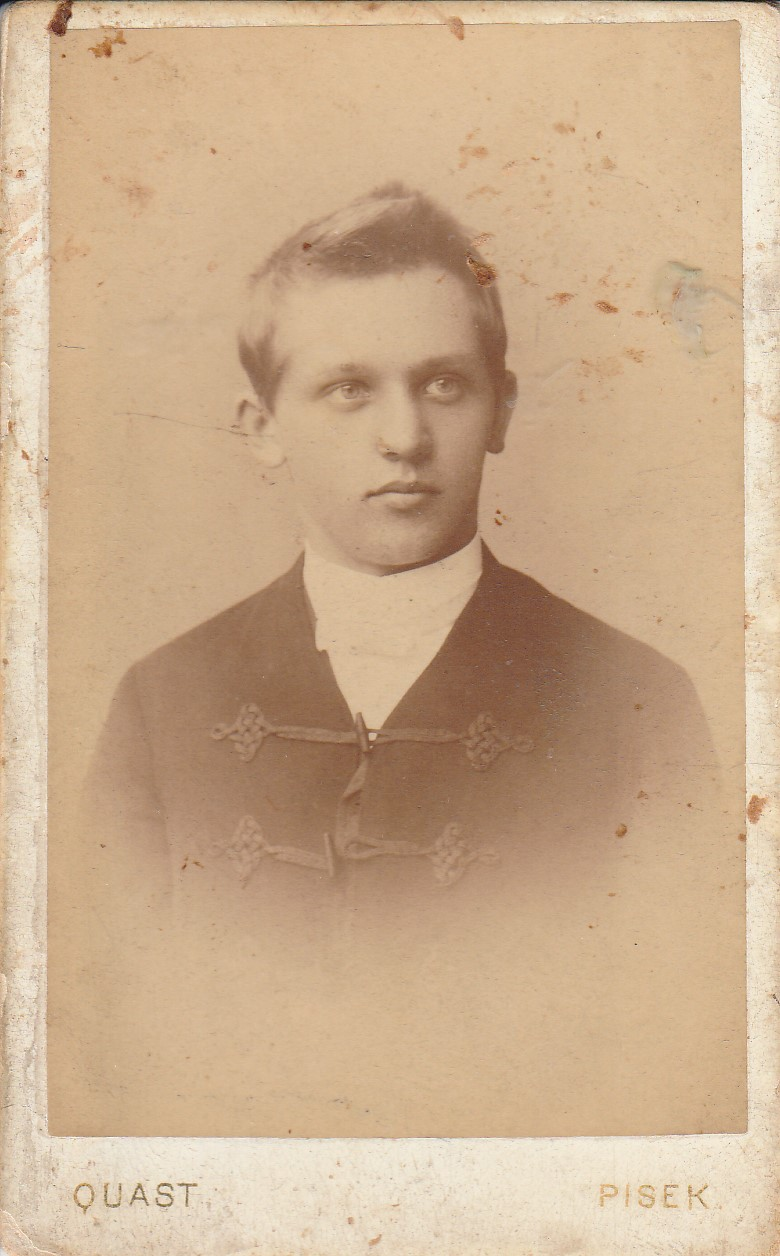
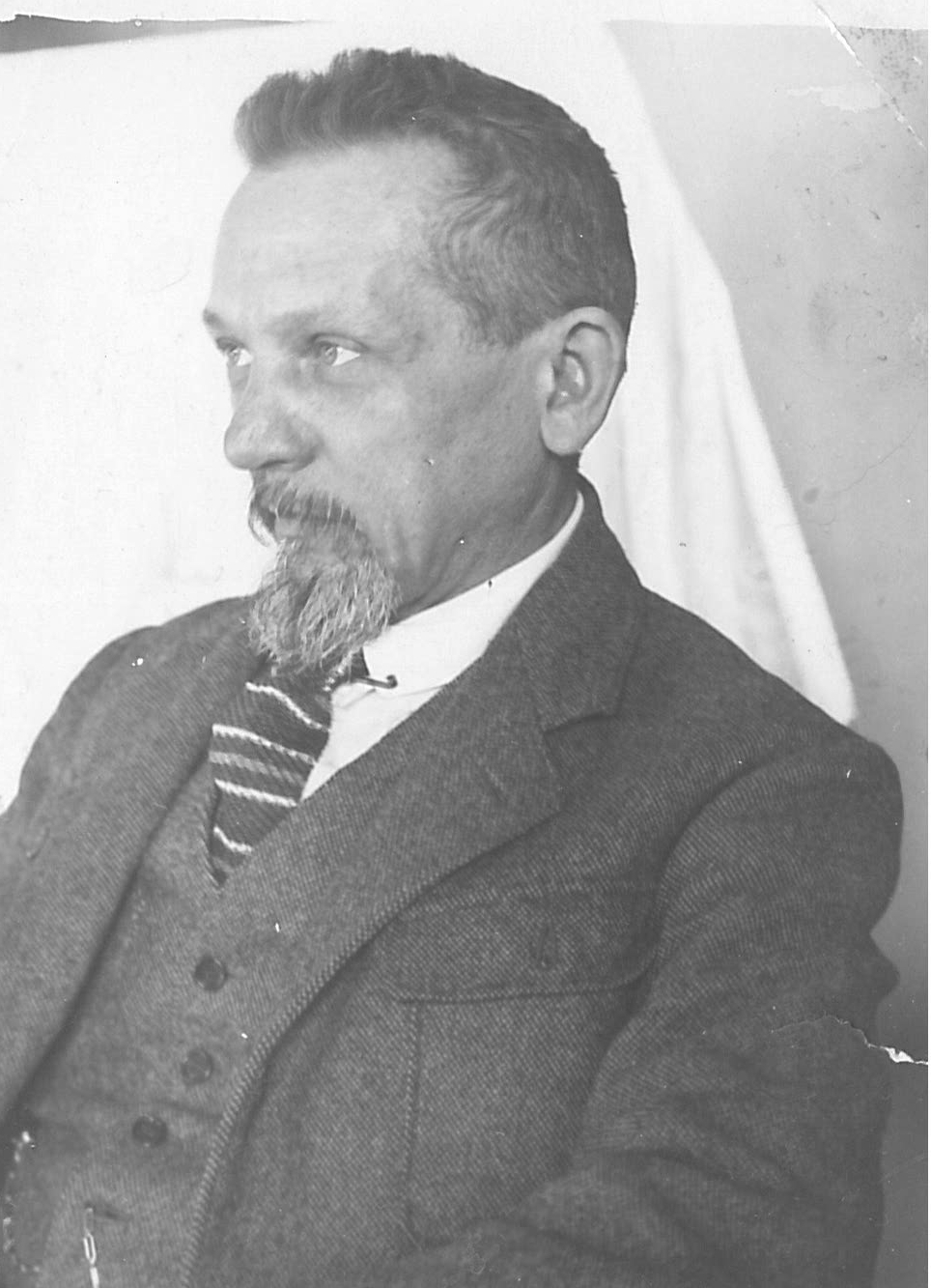
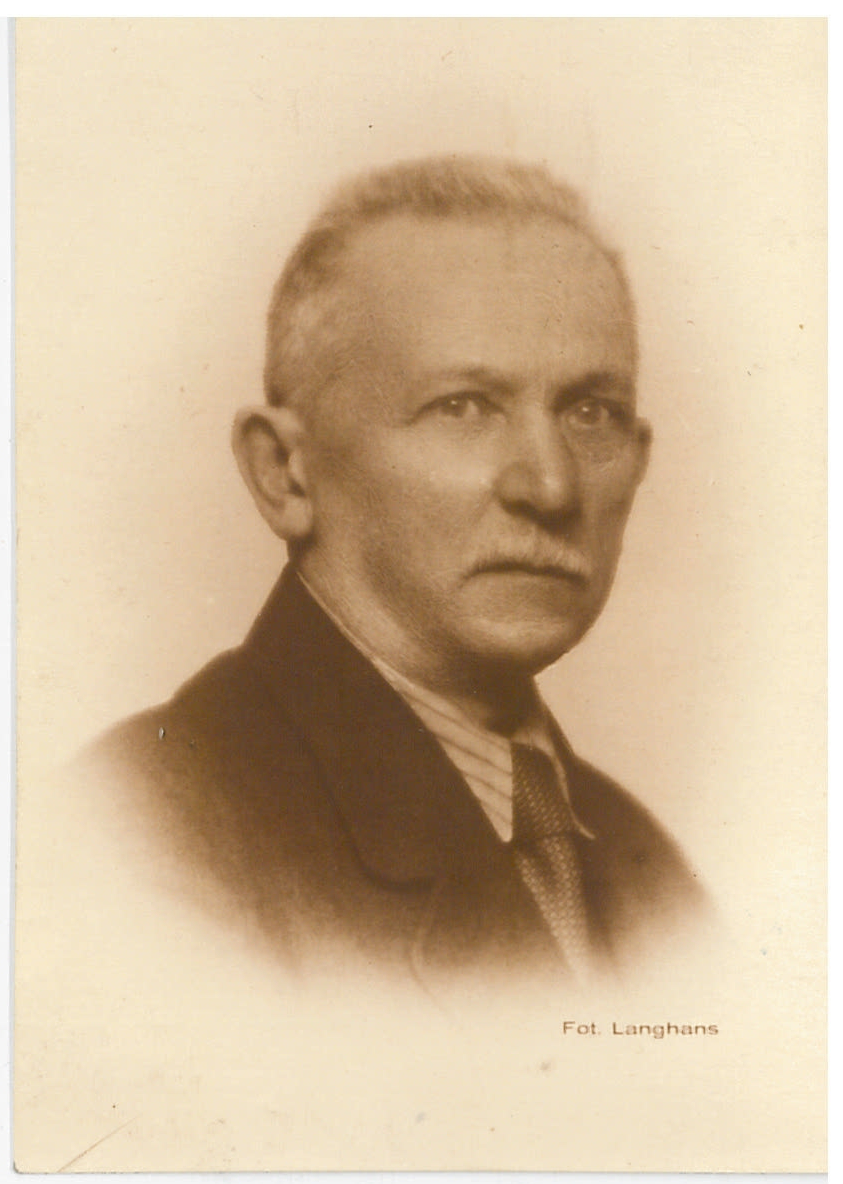
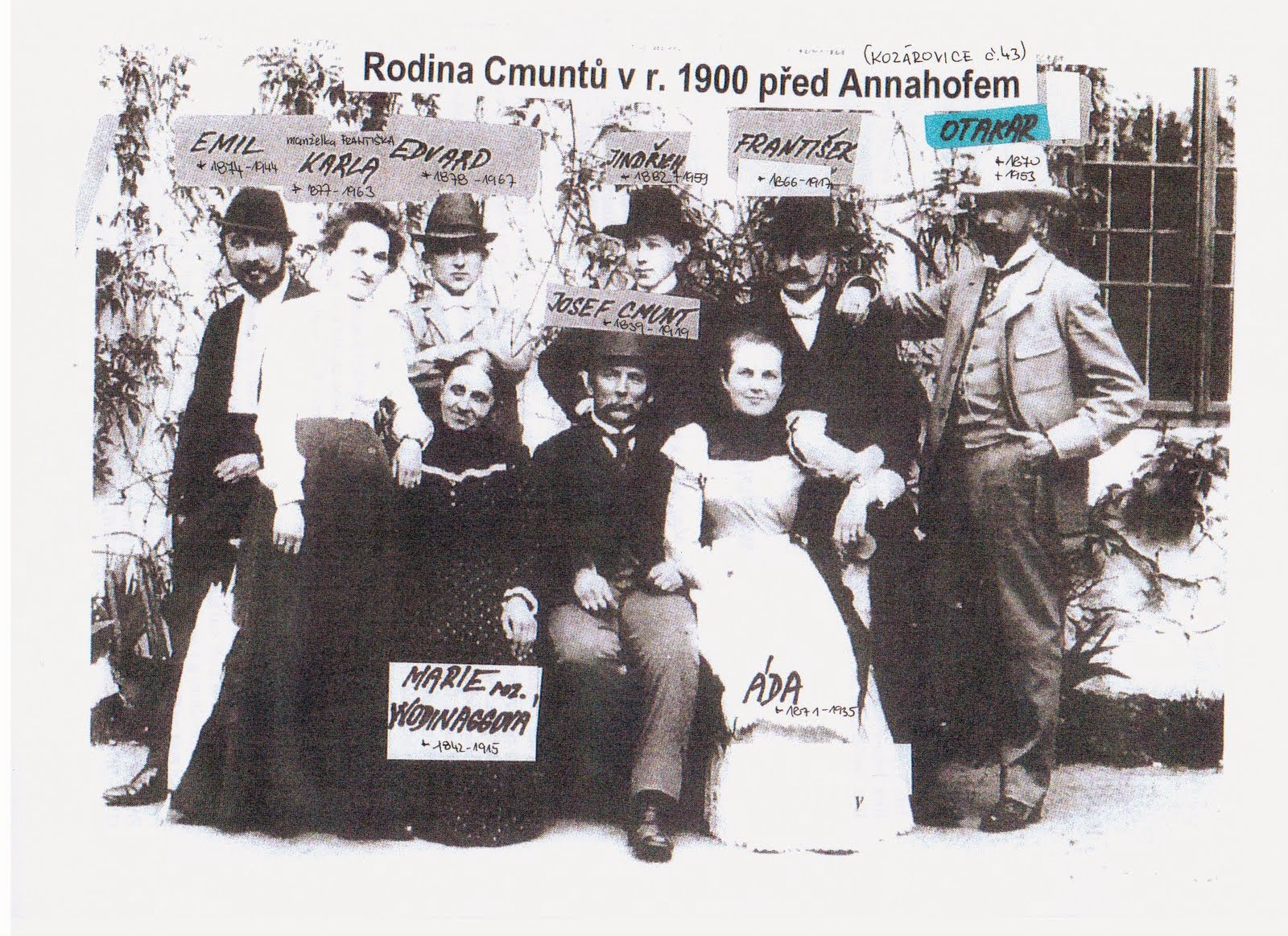
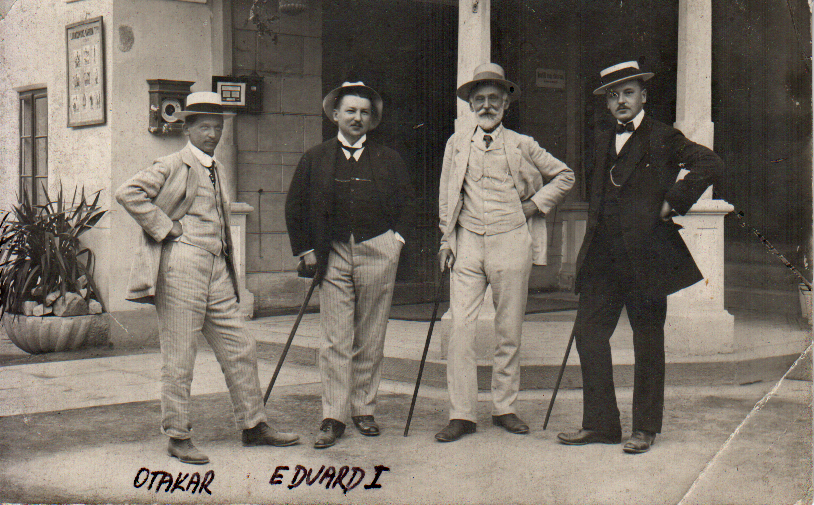
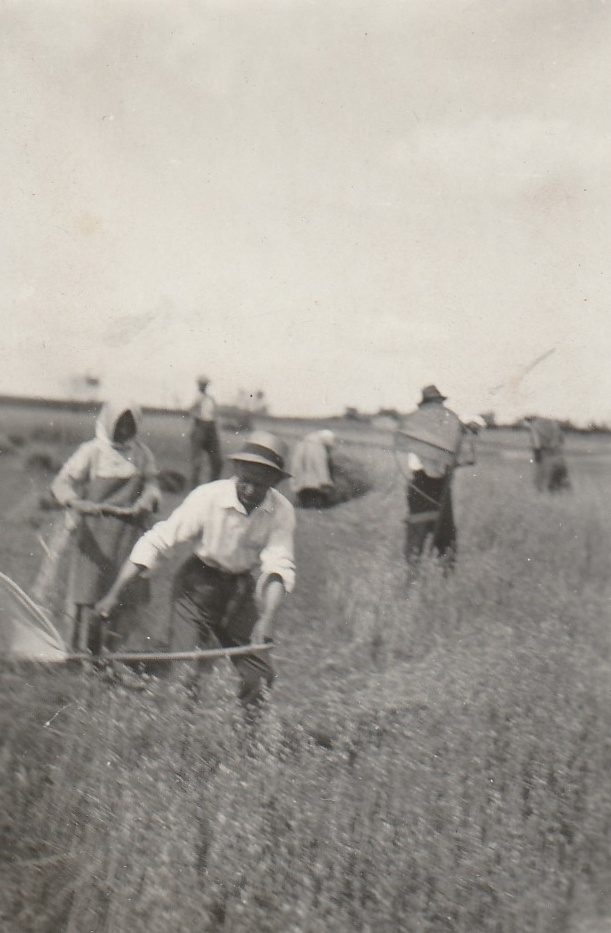
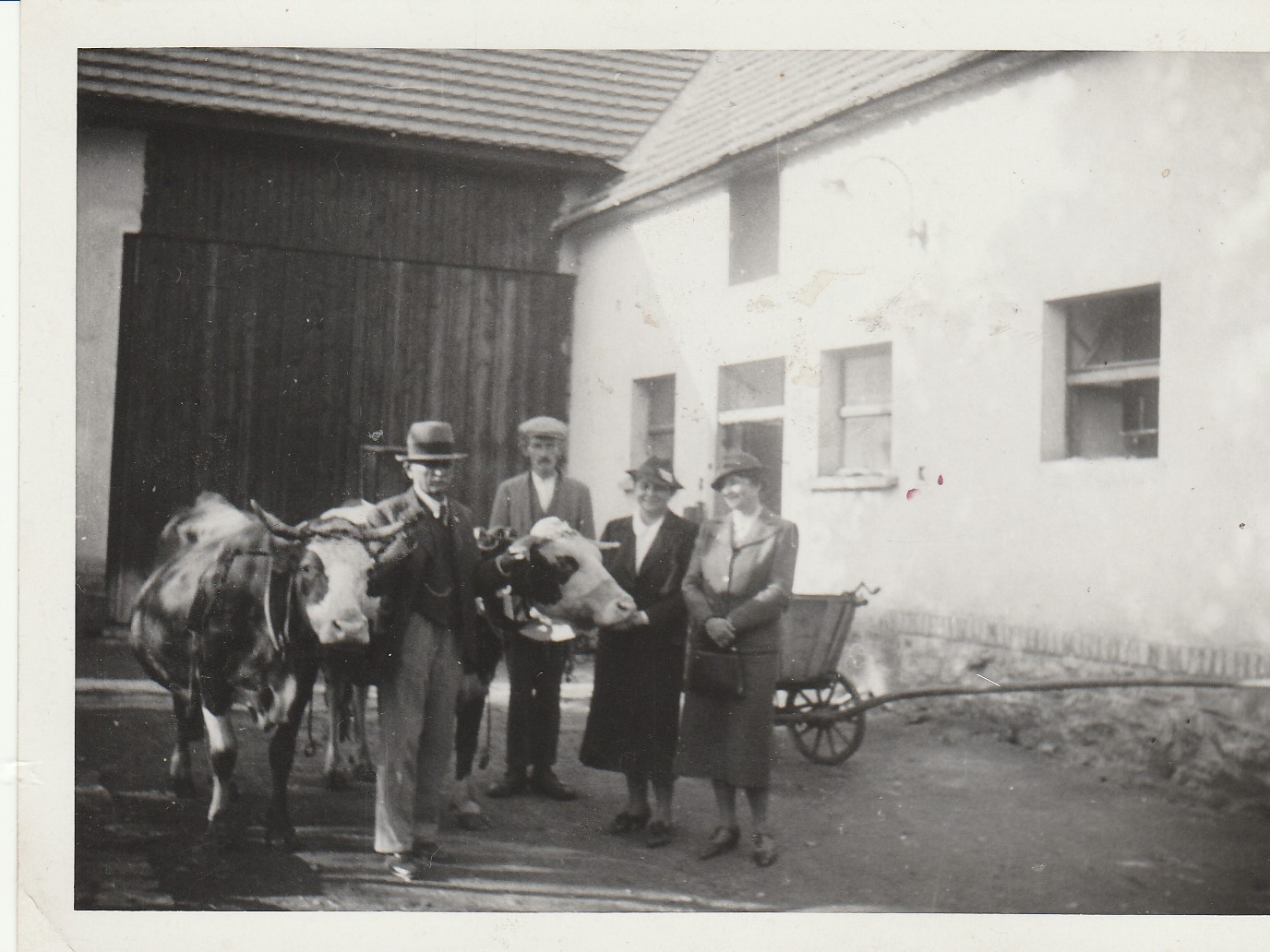
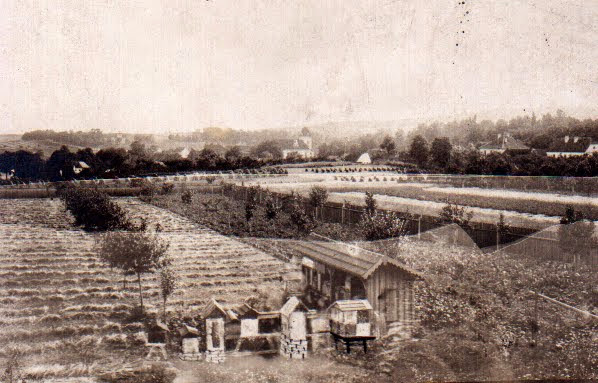